# 相生市

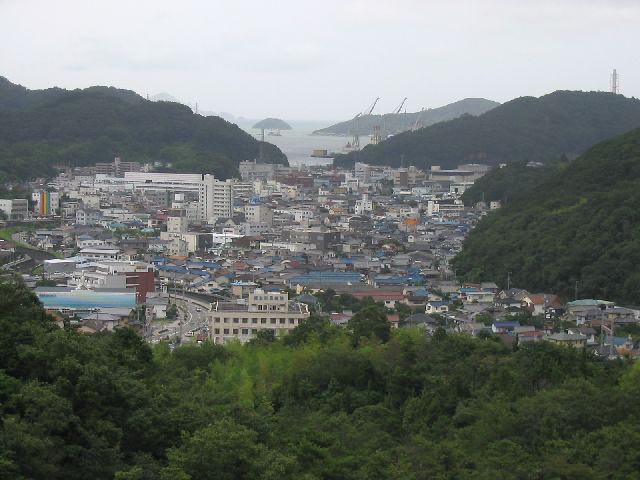
北部より見た相生市街。

相生市（あいおいし）は、兵庫県の島嶼部を除いた地域の南西部に位置する市。1942年（昭和17年）市制施行。西播磨県民局管轄地域。

## 概要

### 造船業の町
明治期までは瀬戸内海に面した典型的な漁村であった。明治終期に、船の建造・修繕のための施設「船渠」（ドック）が完成した。住民らは「わしらのドック」と呼び、誇りにした。以来、造船業は相生の看板産業として発達し、昭和30年代に年間の進水量で世界首位に立った。播磨造船所、石川島播磨重工業など造船会社名は変遷を繰り返し、現在はジャパン マリンユナイテッド子会社のJMUアムテックがドックを構える。第二次世界大戦後、大型船の新造が禁止され、一旦は町の灯が消えかかったが、1951年10月18日の捕鯨船団の母船「図南（となん）丸」の進水式をきっかけに再び造船の町として歩み始めた。図南丸は、戦争末期、米軍の爆撃を受け、南太平洋の海底40メートルに沈没。眠っていたものを播磨造船所が引き揚げに成功し、ドックでの改修を担ったものであった。沈没した第三図南丸には完全な図面が残っておらず、実測で図面をそろえるなどした上、連日2000人超が昼夜を問わぬ突貫工事に従事し、クレーンの争奪戦が起こるほど現場は熱気にあふれていたという。播磨造船所の年間売り上げの約半分を要したこの大事業での技術力は、国内外で高く評価され、「図南丸」と改名され、1970年まで日本の捕鯨を支えた。

## 地理
西播地域の真ん中位置にあり、鉄道や幹線道路も比較的整備されている。
北部の三濃山、東部の天下台山、西部の宮山などを含め、市の周辺は小高い山に覆われた盆地のようになっている。
南部には瀬戸内海の中でも深く入り組んだ相生湾がある。万葉の岬こと金ヶ崎や、遠見山公園などからの眺望がある。北部には播磨科学公園都市がある。相生市の範囲にはないが、副母都市として交通などの面において重要な関係にある。
姫路市への通勤率は14.9%、たつの市への通勤率は10.7%である（いずれも平成22年国勢調査）。

### 人口
2010年（平成22年）国勢調査より前回調査からの人口増減をみると、4.02％減の31,171人であり、増減率は県下41市町村中24位、49行政区域中32位。
| |                                        |  |
| 相生市と全国の年齢別人口分布（2005年） | 相生市の年齢・男女別人口分布（2005年） |  |
| ■紫色 ― 相生市 ■緑色 ― 日本全国 | ■青色 ― 男性 ■赤色 ― 女性              |  |
| 相生市（に相当する地域）の人口の推移 \| 1970年（昭和45年） \| 40,657人 \| \| \| 1975年（昭和50年） \| 42,008人 \| \| \| 1980年（昭和55年） \| 41,498人 \| \| \| 1985年（昭和60年） \| 39,868人 \| \| \| 1990年（平成2年） \| 36,871人 \| \| \| 1995年（平成7年） \| 36,103人 \| \| \| 2000年（平成12年） \| 34,320人 \| \| \| 2005年（平成17年） \| 32,475人 \| \| \| 2010年（平成22年） \| 31,158人 \| \| \| 2015年（平成27年） \| 30,129人 \| \| \| 2020年（令和2年） \| 28,355人 \| \| |                                        |  |
| 総務省統計局 国勢調査より |                                        |  |
| 1970年（昭和45年） | 40,657人                               |  |
| 1975年（昭和50年） | 42,008人                               |  |
| 1980年（昭和55年） | 41,498人                               |  |
| 1985年（昭和60年） | 39,868人                               |  |
| 1990年（平成2年） | 36,871人                               |  |
| 1995年（平成7年） | 36,103人                               |  |
| 2000年（平成12年） | 34,320人                               |  |
| 2005年（平成17年） | 32,475人                               |  |
| 2010年（平成22年） | 31,158人                               |  |
| 2015年（平成27年） | 30,129人                               |  |
| 2020年（令和2年） | 28,355人                               |  |

## 歴史

### 市名の由来

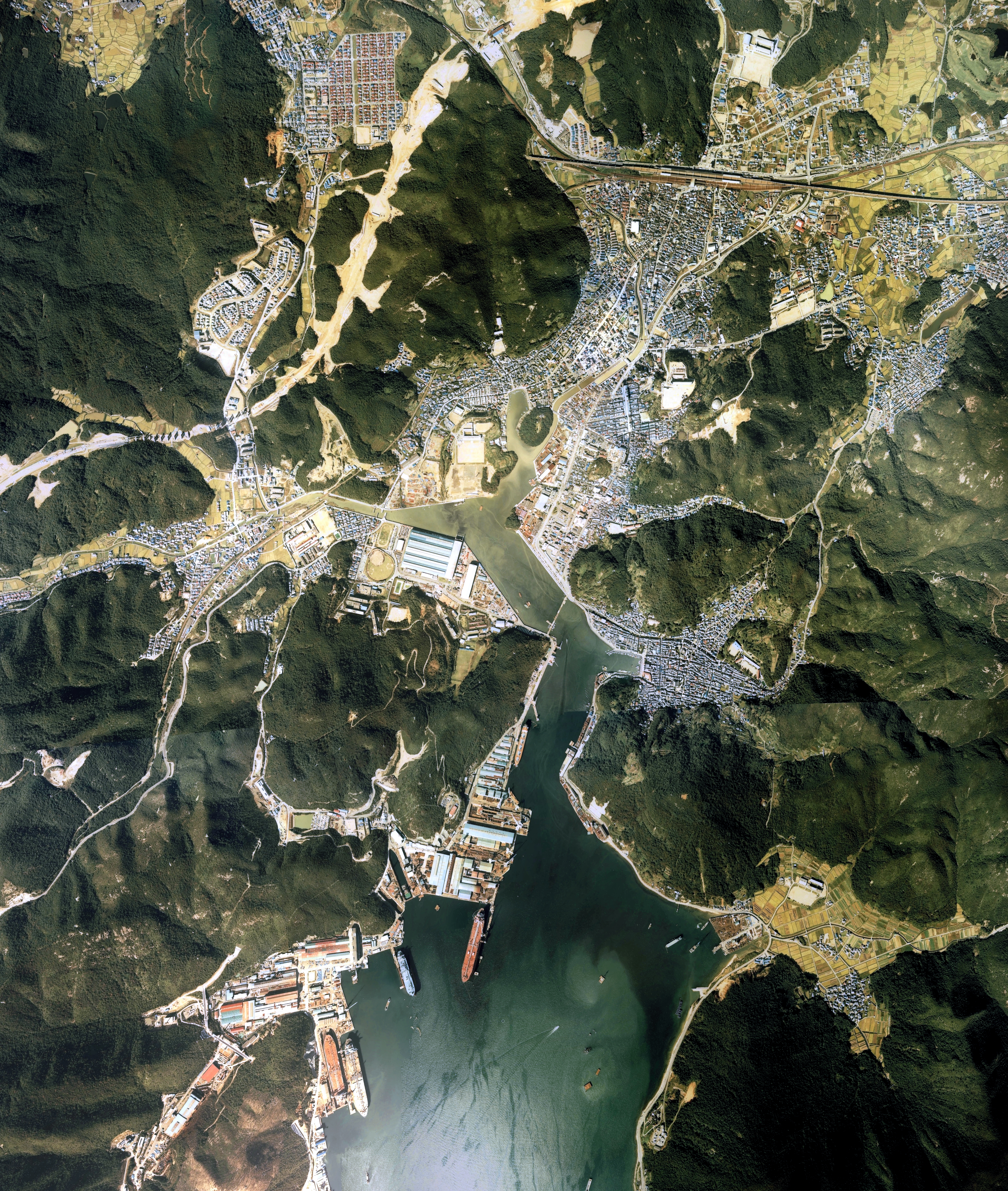
相生市中心部周辺の空中写真。深く入り組んだ相生湾の最奥に中心市街地がある。1980年撮影の12枚を合成作成。。

- 1186年（文治2年）、播磨国赤穂郡矢野荘別名の下司職であった大嶋城主の海老名盛重が大浦と呼ばれていた当地に下屋敷をつくり、生国が相模国であることから相生浦の字を当てたとする説が有力である。仮名遣い（歴史的仮名遣/現代仮名遣い）は大（おほ/おお）、相生（あふ/おう）と異なるが、発音はいずれも「オー」である。
- 1939年4月10日までは「相生（おお）」と呼ばれていた。現在でも相生市相生の集落の一帯を、通称「おお」と呼ぶ。このため、「O」という地名であるとしてギネスブックに「世界最短の地名」の一つとして掲載されていたことがある（現在の邦訳版にはない）[3]。
- 「相生」という言葉は、日本全国で相生町や相生村など地名として使われているほか、語句としても使用されることがある。これらは、直接「相生市」とは関係がないものと思われる。
- 現行の日本の市町村を五十音順に並べると、当市が最初になる（2005年までは秋穂町（あいおちょう、現・山口市）が存在したため、市町村では最初ではなかった）。

### 行政区域の変遷
- 1889年（明治22年）4月1日 - 町村制施行により、赤穂郡相生村・揖西郡野瀬村の区域をもって赤穂郡相生村（おおむら）が発足。
- 1913年（大正2年）1月1日 - 相生村が町制を施行して相生町（おおちょう）となる。
- 1939年（昭和14年）
  - 4月1日 - 赤穂郡那波町を編入。
  - 4月11日 - 相生町の読みを「あいおいちょう」に変更。
- 1942年（昭和17年）
  - 10月1日 - 相生町が市制を施行して相生市となる。
  - 11月12日 - 市章を制定[4]。
- 1951年（昭和26年）8月10日 - 揖保郡揖保川町の一部（大字那波野）を編入。
- 1954年（昭和29年）8月1日 - 赤穂郡若狭野村・矢野村を編入。
- 1992年（平成4年）10月1日 - 市旗を制定[5]。

昭和の大合併においては、姫路市のラモート合併に触発されて「西播田園都市構想」が持ち上がり、相生市・龍野町を中心とする10市町村による合併が当初構想されたが、結局立ち消えとなった。また西方では有年村・高田村が相生市・赤穂市を中心とする10市町村の合併を提唱したが、具体化しなかった。
市域の狭い相生市にとって近隣地域との合併は戦前からの懸案であり、周辺市町村の動きに対応して相生市でも合併の動きが加速する。1951年1月16日に揖西村・半田村・神部村・河内村・室津村・若狭野村・矢野村の7村に対して合併の申し入れをしたが、龍野町からも合併の申し入れを受けていた半田・神部・河内の3村は態度を保留（のち3村で揖保川町を新設）、住民投票の結果揖西村は龍野町へ、室津村は御津町への合併を議決した。相生市は残る矢野・若狭野両村との合併を進め、矢野村は若狭野村との同調を前提に合併に積極的、若狭野村は一部に根強い反対があったものの播磨造船所の社宅がある入野地区を中心に7割が合併賛成に傾き、1市2村による合併が成立した。町村合併促進法の失効後も揖保川町・御津町に合併を働きかけるも、さらなる合併は進まなかった。
2003年（平成15年）11月30日に赤穂郡上郡町との間に相生市・上郡町合併協議会を設置したが、合併特例法の期限内の合併には至らなかった。

## 行政・議会
- 市長：谷口芳紀（2000年6月14日就任、7期目）

### 相生市議会
- 定数：14
- 任期：令和5年5月から令和9年4月[9][10]

| 会派       | 人数 |
| ---------- | ---- |
| 輝相会     | 8    |
| 公明党     | 2    |
| 緑風クラブ | 2    |
| 会派無所属 | 2    |

### 兵庫県議会
本市でひとつの選挙区（相生市選挙区）をなす。その定数は1である。
- 2023年4月 最終投票率：無投票

| 候補者名 | 当落 | 政党   | 得票 |
| -------- | ---- | ------ | ---- |
| 富山恵二 | 当選 | 無所属 |      |

### 衆議院
- 選挙区：兵庫12区（姫路市（旧家島町・夢前町・香寺町・安富町域）、相生市、赤穂市、宍粟市、たつの市、神崎郡、揖保郡、赤穂郡、佐用郡）
- 任期：2024年10月27日から2028年10月26日
- 当日有権者数：273,902人
- 投票率：56.17％

| 当落 | 候補者名   | 年齢 | 所属党派     | 新旧別 | 得票数   | 重複 |
| ---- | ---------- | ---- | ------------ | ------ | -------- | ---- |
| 当   | 山口壯     | 70   | 自由民主党   | 前     | 72,374票 | ○    |
| 比当 | 池畑浩太朗 | 50   | 日本維新の会 | 前     | 56,464票 | ○    |
|      | 太田清幸   | 69   | 日本共産党   | 新     | 23,137票 | ×    |
|      | 山田敏良   | 69   | 無所属       | 新     | 4,932票  | ×    |

## 姉妹都市・提携都市
- 2002年4月16日 - 長崎県長崎市との間に「ペーロン都市交流提携」を結ぶ。
- 2005年6月26日 - 高知県須崎市との間に「ドラゴンボート交流提携」を結ぶ。

## 教育
全国的に児童生徒数の減少が著しい中、相生市においては、平成23年度の「子育て応援都市宣言」による諸施策により、近隣他市町に見られるような児童生徒数の急激な減少には至っていない。しかしながら校区による偏在が生じ、小規模化が進んでいる小中学校があることから、2022年（令和4年）11月に相生市学校教育審議会が「第2次相生市立小中学校適正配置計画」を答申、学校規模の適正化や適正配置の具体的検討を始めることとなった。これに基づく検討で、矢野小は小規模特認校として存続、若狭野小は2026年度をめどに青葉台小との統合が決まった。相生小、矢野川中については地域協議会での検討が進められている。
| 小学校               | 中学校               |
| -------------------- | -------------------- |
| 相生市立相生小学校   | 相生市立那波中学校   |
| 相生市立那波小学校   | 相生市立那波中学校   |
| 相生市立青葉台小学校 | 相生市立那波中学校   |
| 相生市立双葉小学校   | 相生市立双葉中学校   |
| 相生市立中央小学校   | 相生市立双葉中学校   |
| 相生市立若狭野小学校 | 相生市立矢野川中学校 |
| 相生市立矢野小学校   | 相生市立矢野川中学校 |

高等学校
- 兵庫県立相生高等学校
- 兵庫県立相生産業高等学校
- 相生学院高等学校

専門学校
- 相生市看護専門学校

廃校
兵庫県小学校の廃校一覧#相生市・兵庫県中学校の廃校一覧#相生市・兵庫県高等学校の廃校一覧#相生市を参照。
相生市内には特別支援学校はなく、兵庫県立西はりま特別支援学校（矢野川中校区）・兵庫県立赤穂特別支援学校（矢野川中校区以外）の通学区域となる
。

## 交通

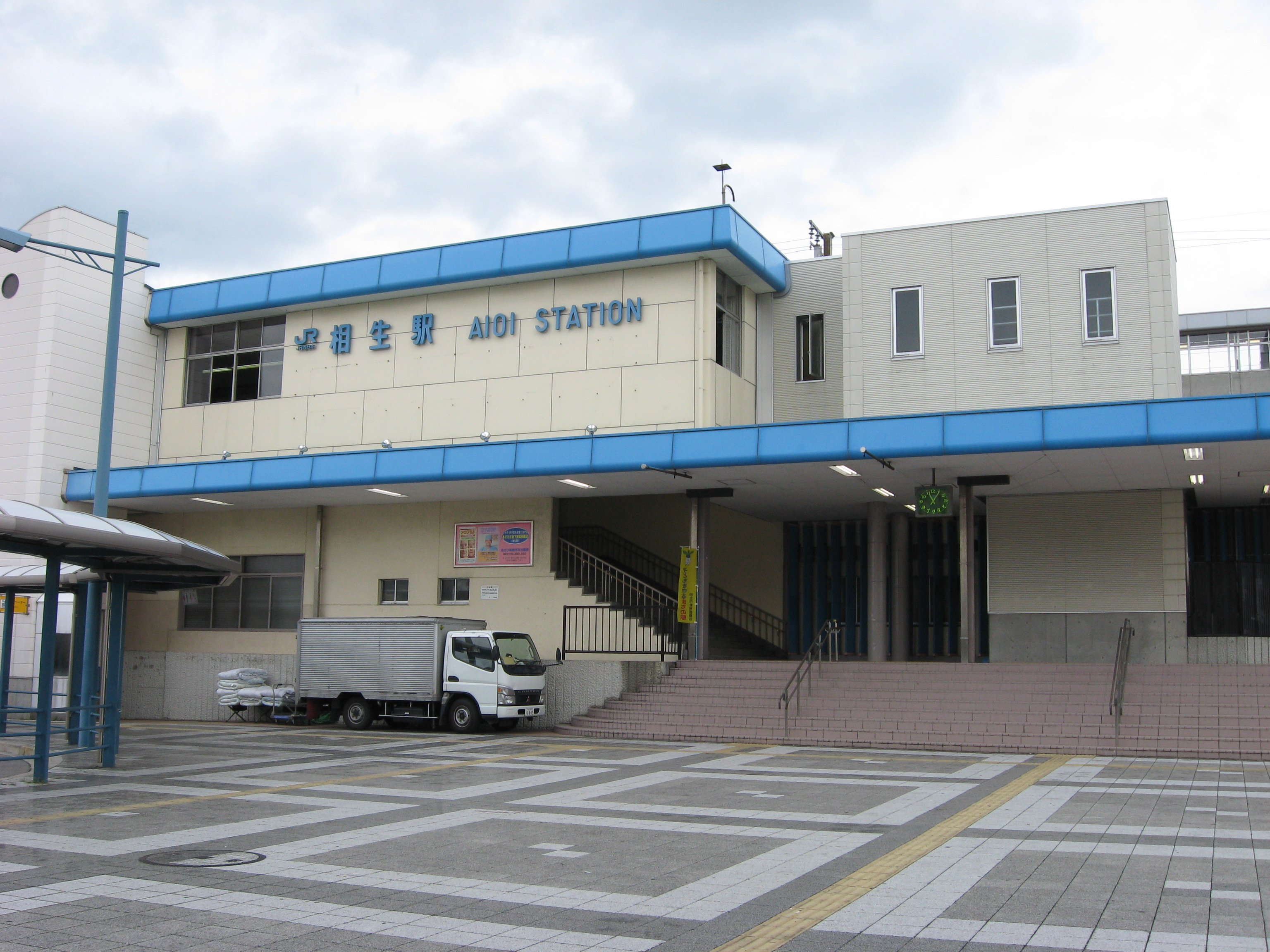
相生駅

### 鉄道路線
西日本旅客鉄道（JR西日本）
- 山陽新幹線
  - 相生駅
- 山陽本線
  - 相生駅
- 赤穂線
  - 相生駅 - 西相生駅

中心となる駅：相生駅

### 路線バス
- ウエスト神姫

### 道路
- 高速道路
  - 山陽自動車道
    - 龍野西IC/SA：どちらもたつの市にある。位置的にはたつの市と、相生市の市境近くにあるためアクセスには便利である。
    - 相生BS：住所表記上那波であるが、緑ヶ丘の住宅地から入る。2020年9月1日から停車する路線はなくなった。

  - 播磨自動車道：通過のみ、市境近くのたつの市に播磨JCTがある。
- 一般国道
  - 国道2号：現在、たつの市太子竜野バイパス終点の門前から若狭野町入野までは片側二車線が完成している。これにより京阪神からのアクセスがかなり便利になったといえる。さらに、相生市若狭野町鶴亀から赤穂市東有年に至る全長8.6kmの国道2号バイパス相生有年道路が計画されており、完成すると岡山方面へのアクセスも便利となる。
  - 国道250号：相生湾東沿岸と高取峠が大半を占める。景色はよいがカーブの多い道が続く。
- 県道
  - 兵庫県道5号姫路上郡線
  - 兵庫県道44号相生宍粟線：播磨科学公園都市への連絡道路
  - 兵庫県道64号相生停車場線：相生駅と相生市の中心地「旭」を結ぶ。
  - 兵庫県道121号たつの相生線：相生市とたつの市を結ぶ。
  - 兵庫県道449号多賀相生線
  - 兵庫県道568号相生壷根公園線：相生市街地と坪根地域を結ぶ。
  - 兵庫県道715号竜泉那波線
- かつて存在した「皆勤橋」
  - 相生湾奥に箱舟を並べた浮橋で、1943年（昭和18年）竣工。造船景気時は賑わったが、利用者減少と箱舟の老朽化に伴って2001年（平成13年）に休止。翌年には廃橋となった。皆勤橋を参照。

### 港湾
- 相生港（地方港湾）

港内で相生市が坪根地区と中心部を結ぶ連絡船「つぼね丸」を運航していたが、2012年3月31日に廃止された。

## 観光
市内には坪根の坪根古墳群などの古墳や市北部の感状山城址・羅漢の里などの歴史的な史跡があり、瀬戸内海（播磨灘）や相生湾の眺望スポットもある。
2005年8月に那波野の歩道からアスファルトを押しのけて出てきた大根（ど根性野菜）がマスメディアなどで話題となった。市はこれを受けて「ど根性大根 大ちゃん」と名付けたマスコットキャラクターを制定し、各種イベントなどで使用している。

### 旧跡・自然
- 感状山城址：国の史跡
- 羅漢の里
- 大嶋城址
- 万葉の岬
- 坪根古墳群
- 若狭野古墳：県指定文化財史跡
- 那波野古墳：県指定文化財史跡

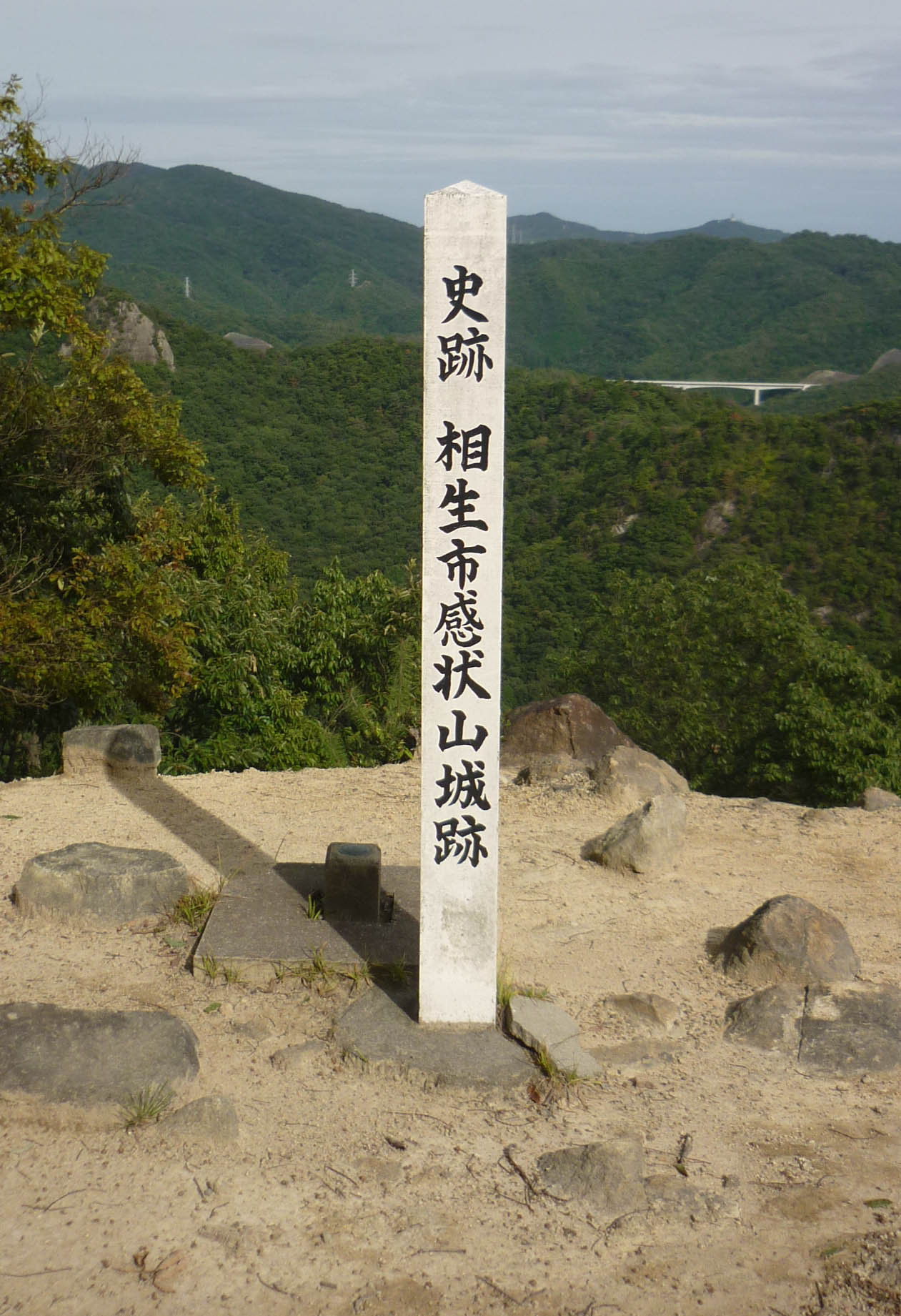
感状山城の標記

- 宿禰塚古墳:宿禰を葬ったと伝わる古墳(学術的根拠はなし)[17]
- 相生中央公園
- 遠見山公園
- 岩屋谷公園
- 相生市立相生小学校のユーカリの木：市指定文化財天然記念物
- 矢野の大ムクノキ：県指定文化財天然記念物
- 磐座神社のコヤスノキ叢林：県指定文化財天然記念物
- 雨香公園：播磨造船所創始者・唐端清太郎の記念碑、時のライオン首相浜口雄幸の筆による。

### 祭事・催事

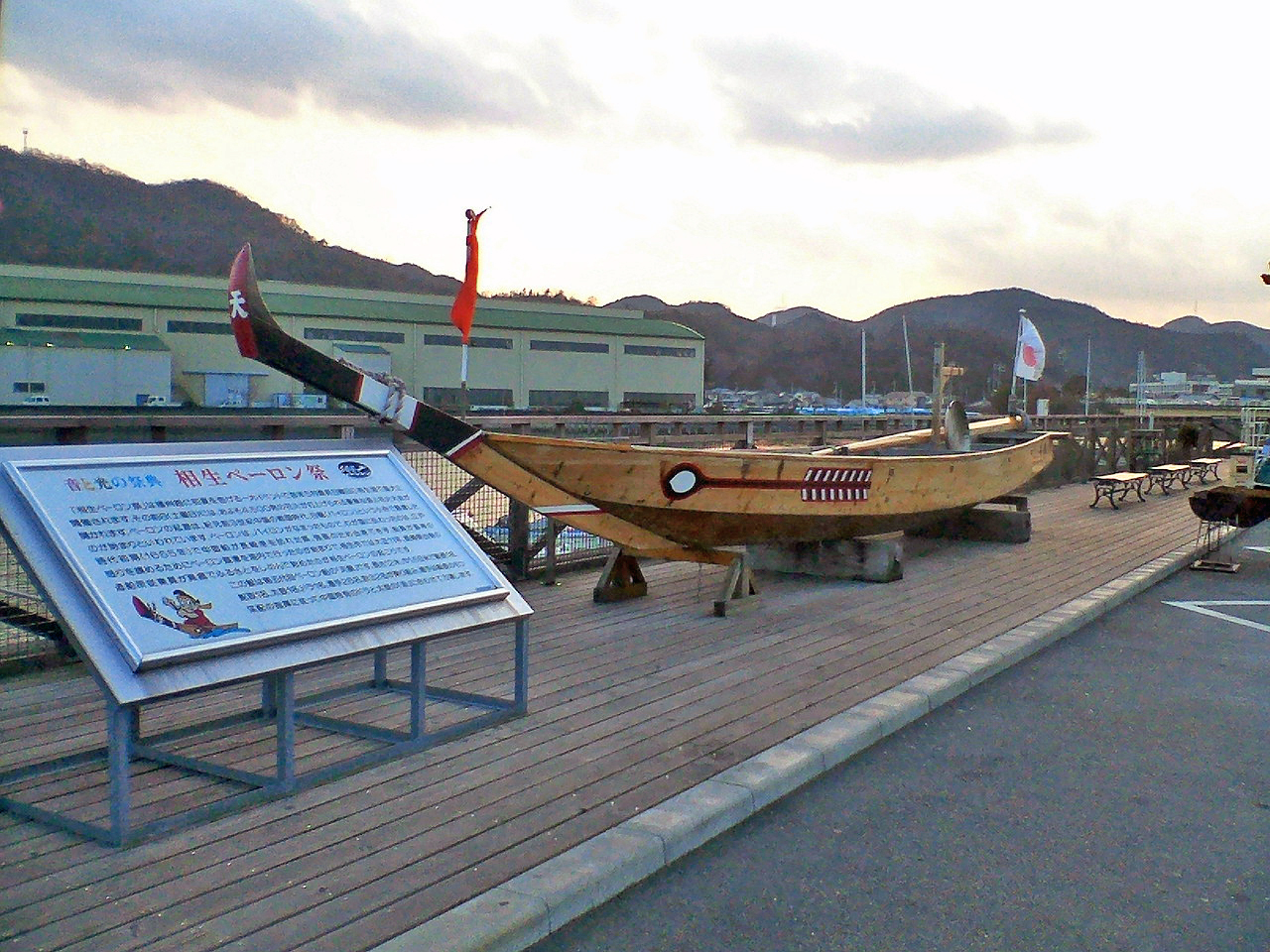
相生市に設置されているペーロン船

- ペーロン祭：初夏5月に行う長崎発祥の船の競争の祭り。前夜祭花火大会も盛大である。
- もみじ祭り：秋に羅漢の里にて開催、かかしのコンテストが開催される。

### 温泉・銭湯
- ペーロン温泉
- 都湯 - 100年を越える歴史を持つ相生市唯一の銭湯。

### 施設
- 白龍城 ： 相生湾の入江に沸いた温泉「ペーロン温泉」を中核とする中華風建物の観光施設。道の駅・海の駅・みなとオアシスに登録。
- ホテル万葉岬 : 金ヶ崎に立つ宿泊施設[18]。旧・国民宿舎あいおい荘。ホテルとして改装後、ナガサワ食品を経て現在は清交倶楽部が運営している。

## 産業

### 工業
かつてはIHIの企業城下町としてにぎわっていたが、同社の縮小化のために過疎化が進む。野瀬の湾岸部にある工業団地にも、いくつかの企業の工場がある。
- IHI：旧播磨造船所時代に相生村に設立。
- 春日井製菓 相生工場（「テイカロ」「キシリクリスタル」キャンデー）
- 田口食品 相生デザート工場
- ケミプロ化成 相生工場
- 豊産業 本社工場
- 青木鉄工 本社工場・相生南工場

### 地場産業
市南部の相生湾坪根、鰯浜沖では、カキの養殖が盛んである。「相生産」と記載され、全国各地の店頭に出荷される。他にもイカナゴやちりめんの漁が盛んである。

### 新聞社
- 神戸新聞社相生支局
- 朝日新聞社相生支局
- 毎日新聞社相生通信部
- 読売新聞大阪本社相生通信部

### 金融
指定金融機関:みなと銀行

## 著名な出身者
- 今田祐介（元バレーボール選手）
- 浦山桐郎（映画監督）
- 大山郁夫（政治家・政治学者、元労働農民党委員長）
- 河本敏夫（政治家、元通商産業大臣）
- 河本三郎（政治家、元衆議院議員）
- 津田英治（日本の男性ナレーター）
- 水守亀之助（小説家）
- 高島俊男（中国文学者）
- 竹本健治（推理作家）
- 信原拓人（元プロ野球・千葉ロッテマリーンズ選手）
- 濱田浩一郎（歴史学者、タレント）
- 松崎賢人（プロバスケットボール選手）
- 北龍保演（元力士）
- 安原義人（声優）
- 山口壯（政治家、衆議院議員、環境大臣）
- 唐端清太郎（企業家・播磨造船所創始者、政治家、相生村長、町長、県会議員、国会議員）
- 福田眉仙（明治の日本画家、岡倉天心・横山大観らと日本の画壇をリードした）
- 神谷泰彰（洋画家、世界芸術遺産認定アティスト・パリ大賞）
- 夏石番矢（俳人、明治大学教授、世界俳句協会理事長）
- 田中康湧（囲碁棋士）